# Anjozorobe (stad)
Anjozorobe is een stad in Madagaskar, gelegen in de regio Analamanga. De stad telt 17.802 inwoners (2005).

## Geschiedenis
Tot 1 oktober 2009 lag Anjozorobe in de provincie Antananarivo. Deze werd echter opgeheven en vervangen door de regio Analamanga. Tijdens deze wijziging werden alle autonome provincies opgeheven en vervangen door de in totaal 22 regio's van Madagaskar.

## Geboren
- Philibert Randriambololona (1927), bisschop

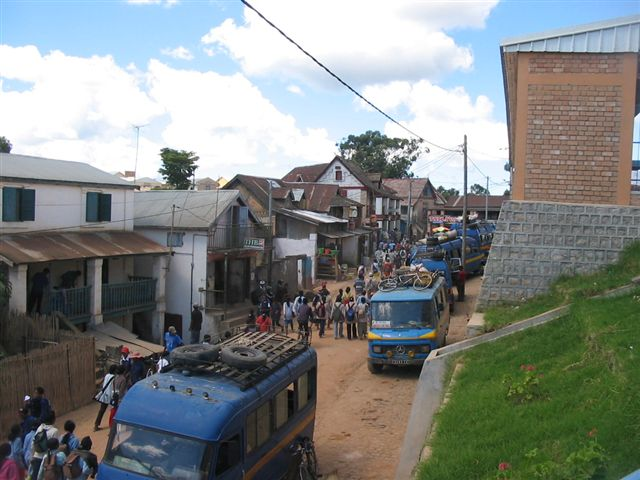
Een straat in Anjozorobe